# 조지 허먼 밥콕

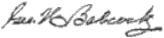
조지 허먼 밥콕의 서명

조지 허먼 밥콕(영어: George Herman Babcock, 1832년 6월 17일 ~ 1893년 12월 16일)은 미국의 발명가이다. 그와 스티븐 윌콕스는 보다 안전한 수관보일러를 공동 발명하였으며 1867년 밥콕 앤 윌콕스 보일러 회사를 설립했다.

## 생애
조지 허먼 밥콕은 뉴욕주 Unadilla Forks에서 발명가 가족으로 태어났다. 어렸을 때 그는 모직 공장 산업에서 경력을 시작했으며 10대였을 때 로드아일랜드주 웨스털리에서 인쇄소를 시작했다. 여기서 그는 문학 메아리(Literary Echo)저널을 창간했는데, 이 저널은 나중에 내러갠섯(The Narragansett)으로 이름이 바뀌었고 19세기 말까지 계속 발행되었다. 사진에 대한 관심을 바탕으로 그는 인쇄기 제조를 시작했으며 이를 위해 여러 색상으로 인쇄할 수 있는 다색 인쇄기를 발명했다.
뉴욕으로 이사한 후 밥콕은 쿠퍼 유니언에서 기계 드로잉을 가르쳤다. 그는 프로비던스에 있는 미스틱 철강 회사(Mystic Iron Company)와 호프 철강 회사(Hope Iron Company)에서 제도사로 일했다. 여기서 그는 스티븐 윌콕스와 함께 밥콕 앤 윌콕스 엔진을 개발하여 생산에 들어갔다. 1867년엔 윌콕스와 함께 자신들의 이름을 딴 밥콕 앤 윌콕스 보일러 회사를 설립했으며 밥콕은 사장, 윌콕스는 부사장이었다.
밥콕의 수관 증기 보일러는 보다 안전하고 효율적인 증기 생산을 제공했으며 기존 보일러보다 더 높은 압력에서 더 잘 작동하도록 제작되었다. 1881년 밥콕과 윌콕스가 제조한 최초의 다목적 보일러가 설치되었다. 1886년부터 1887년까지 밥콕은 미국 기계 학회(ASME) 회장을 역임하기도 했다.
1889년에 밥콕은 뉴욕주 알프레드 마을 근처에서 친구를 만나던 중 인근의 Celadon Terra Cotta Company에 대해 알게 되었다. 그는 그 회사의 주식을 매입하고 곧 대주주가 되었으며, 1890년에 회사 사장이 되었다. 그는 지붕에 쓰이는 기와와 같은 새로운 점토 타일의 디자인과 관련하여 총 16개의 특허를 취득했다.
그는 1893년 12월 16일 뉴저지주 플레인필드에서 61세의 나이로 사망했다.
1997년에 밥콕은 미국 발명가 명예의 전당에 헌액되었다.